# Óscar Poveda
Eddir Óscar Poveda (Monagrillo, Herrera; 10 de agosto de 1946-Pedasí, Los Santos; 4 de marzo o 5 de marzo de 2015[cita requerida]) fue un folclorista, presentador de televisión, docente y actor panameño, creador del reconocido programa Hecho en Panamá que lleva al aire desde 1987, y en el cual también presentó y actuó durante más de veinte años.

## Biografía

### Estudios y docencia
Nacido en Monagrillo, Herrera, es el hermano mayor del comediante Andrés Poveda. Incursionó sus estudios primarios en Natá de los Caballeros en la provincia de Coclé, debido al trabajo de su padre. Sus estudios secundarios los realizó en el Instituto Nacional de Panamá, residiendo en Calidonia durante sus años de bachillerato, graduándose de Bachiller en Letras.
Sus estudios universitarios los realizó en la Universidad de Panamá en la Facultad de Humanidades, especializándose en Historia y Geografía egresado de un título de honor Sigma Lambda y desde allí, impartió enseñanzas como docente en distintos puntos del país, entre los que se destacan Bugaba, Chiriquí, el Colegio Las Esclavas en la Ciudad de Panamá y la Escuela Profesional Isabel Herrera Obaldía, además de impartir clases en su alma mater, en la cátedra de Historia del arte.

### Carrera artística
En 1987, Poveda presentó al productor Gregorio Barrios una propuesta de programa de televisión para homenajear la cultura y la música nacional panameña. Fue así como surgió el programa Hecho en Panamá, el cual no contaba originalmente con la participación de Poveda como presentador, sino como el creador y guionista. Fue la directora de producción quien decidió incluirlo, y en mayo de 1987 se transmitió el primer programa por Canal 11. A lo largo de los primeros años del programa, muchos artistas nacionales decidieron participar junto a él y debido a esto la popularidad del programa se incrementó rápidamente.
Tras un conflicto de intereses, Poveda y el programa cambiaron de televisora, a TVN (Canal 2), donde se convirtió en el programa de culto de los sábados en la noche. Poveda se convirtió en un ícono de la representación cultural en Panamá y muchos músicos agradecieron por el espacio que les daba para resaltar el arte nacional, y además de explorar las diversas culturas que hay en las provincias del país.
A finales de los años 90, se unieron a la conducción de Hecho en Panamá los jóvenes talentos Mirta Rodríguez y Kendal Royo, con quienes inició la etapa más exitosa del programa, conduciendo juntos durante diez años. Tras la salida de Royo en 2008, también se unió Luis "Lucho" Pérez, con quien Poveda tuvo la dicha de compartir un par de años antes de su salida del programa.
Poveda se retiró de la conducción del programa en 2010, reemplazándolo la cantante folclórica Karen Peralta como presentadora y así mismo, recibiendo un gran homenaje de parte de sus colegas del programa, artistas musicales, políticos y demás personalidades panameñas que lo reconocieron como «el mejor promotor del folclore panameño». Durante sus últimos años de vida, tras salir del programa, siguió dedicándose a la docencia, profesión la cual alternaba junto a su anterior trabajo.

### Muerte
Óscar Poveda fue asesinado por asfixia entre el 4 de marzo y 5 de marzo de 2015 en el poblado de Pedasí en Los Santos a los 68 años de edad. Su cuerpo fue hallado debajo de un puente el día 5 de marzo, y sus asesinos fueron capturados días después. Sus familiares lo habían visto por última vez el 4 de marzo, cuando se marchó en su camioneta, la cual fue encontrada el 9 de marzo. Los motivos del asesinato nunca fueron esclarecidos, pero el informe final de las autoridades dictaminó que fue a causa de un intento de robo.
Distintas personalidades del medio artístico panameño lamentaron su muerte, entre ellos Samy y Sandra Sandoval, Conjunto Plumas Negras, Ulpiano Vergara, Karen Peralta, entre otros.